# Покровский монастырь (Смедьерид)
Покро́вский монасты́рь (швед. Heliga Gudsmoders beskydd kloster, серб. Манастир Покрова Пресвете Богородице или швед. Smedjeryds kloster, серб. Манастир Смедјерид) — первый женский православный монастырь Скандинавской епархии Сербской православной церкви на границе провинций Халланд и Сконе, на юго-западе Швеции.

## История
В 2000 году по благословению епископа Досифей (Мотики) было приобретено фермерское хозяйство в местечке Смедьерид (швед. Smedjeryd) близ озера Шёалтешён в провинции Халланд для создания в нём женского монастыря и одновременно резиденции для правящего архиерея Британско-Скандинавской епархии. Площадь хозяйства составляет порядка девяти гектаров.
Строителем и попечителем монастыря выступил священник Велиша Васич (Veliša Vasic) и, получив разрешение на строительство от местного муниципалитета, построил в 2014 году во дворе комплекса по проекту архитектора Педе Ристича (Peđe Ristića) церковь Илии Пророка в византийском стиле.
В 2012 году на территории монастыря была возведена небольшая колокольня и в том же году башня святого Иоанна Шанхайского была увенчана крестом, изготовленным в Белграде Седой Стайчичем (Ceda Stajcic). Также подготовлено место для строительства церкви Святой Параскевы Пятницы. Запланировано, что самой вместительной церковью комплекса станет в будущем собор Святого Трифона.
Проект реконструкции комплекса был выполнен сербским архитектором из Мальмо Даниэлем Зараичем (Danijel Žerajić). Архитектором ворот монастыря, украшенных мозаиками и фонарями из цветного стекла, является Светозар Пандурович (Svetozar Pandurovic). Реконструированы помещения для размещения выставок, проведения семинаров; оборудованы библиотека и музей для размещения наследия Марко Милуновича-Пипера.
В 2003 году в монастыре гостил сербский академик Матия Бечкович. Регулярно в монастыре проходят собрания живописцев и деятелей культуры.
Настоятельницей монастыря является игуменья Матрона (в миру Янья Вучич; род. 23 апреля 1948 года).